# Château de Poireauville
Le château de Poireauville est situé sur la commune de Vaudricourt, dans le département de la Somme.

## Historique
À Poireauville, ancien hameau de Saint-Blimont réuni à la commune de Vaudricourt par ordonnance royale du 19 avril 1821, le château est issu d'un manoir acheté en 1463 par la famille de Rambures. 
Les travaux successifs et surtout ceux du XIXe siècle lui donneront son aspect de château[réf. souhaitée]. 
Il témoigne de l'adhésion à la Réforme de la noblesse provinciale.
En 1713, Claude de Rambures-Poireauville et son épouse achètent la seigneurie de Vaudricourt à la marquise de Feuquières, avec le fief de Sendricourt qui y est joint.
Le monument fait l’objet d’une inscription au titre des monuments historiques depuis le 13 février 1979.

### Ouvrages
- Rémi Dimpre, Histoire de Saint-Blimont et des villages alentour, Woignarue, La Vague verte, coll. « Jusant », 2001, 115 p. (ISBN 2-913924-29-8, présentation en ligne)

1. ↑  p. 84